# Schöngraberni csata
A schöngraberni csata (más néven: hollabrunni csata) Alsó-Ausztriában zajlott le a harmadik koalíciós háború idején a Joachim Murat vezette francia és a  Pjotr Ivanovics Bagratyion parancsnoksága alatt álló orosz-osztrák erők között 1805. november 16-án, négy héttel az ulmi csata után, két héttel az austerlitzi csata előtt.

## Előzmények
Az orosz hadsereg Kutuzov tábornok vezetésével a Dunához, északi irányba vonult vissza Napóleon seregei elől. November 15-én Murat tábornok és Lannes, a francia elővéd vezetője Bécsnél elfoglalta a Duna hídját, abban a téves hitben, hogy nemsokára bekövetkezik a fegyverszünet és hidat őrizni kell. November 13-án reggel, amint a francia elővéd elérte Bécset, az osztrákok készen álltak arra, hogy lebontják a hidat, a francia tábornokok azt hitték, hogy a fegyverszüneti tárgyalásokat már befejezték, és az ellenségeskedés már megszűnt. Kutuzovnak időre volt szüksége ahhoz, hogy Brünn irányába nyomuljon, felvegye a kapcsolatot és megerősítse seregét Buxhoeveden erőivel. Az orosz tábornok Bagratyion herceget, az utóvédjének vezérőrnagyát bízta meg a franciák késleltetésével.

## A csata
Murat és Lannes a 4. és 5. hadsereget irányította és a lovassági tartalékot. Bagratyion Hollabrunntól 6 km-re északra vette fel pozícióját, Schöngrabern (ma: Grabern része) kis város dombjainál. Murat azt feltételezte, hogy a teljes orosz hadsereggel áll szemben, ezért tétovázott, hogy megindítsa-e a támadást. Bagratyion ekkor fegyverszüneti tárgyalást javasolt Muratnak. A francia tábornok egyetértett ebben és nem indított támadást. A francia császár amikor erről tudomást szerzett dühös lett és ezt írta tábornokának:
"Nem tudok szavakat találni egyértelmű nemtetszésemnek. Ön csak elővédem parancsnoka és nem helyes  egyetértenie  egy rendelkezésem nélküli fegyverszünettel. Drága a gyümölcse ennek a hadjáratnak. A fegyverszünetnek azonnal vége, és támadja meg az ellenséget! Tájékoztatom Önt Tábornok, ha ezt aláírtuk, csak az orosz cár számít, amikor ő aláírta a megállapodást, én majd szintén aláírom. De ez  most csak egy csel! Menjen, pusztítsa el az orosz hadsereget. Ön olyan helyzetben van, hogy a tüzérséget és a hadfelszerelést el tudja zsákmányolni!" 
November 16-án Murat tájékoztatta Bagratyiont, hogy a fegyverszünetnek délután öt órakor vége lesz. Az éjszaka folyamán zavaros hadmozdulatok folytak. Murat Oudinot gránátosait tartaléknak szánta Schöngrabern mögött, Suchet divíziója lett a jobbszárny és Legrand a bal oldalon támadt. A franciák terve egyszerű volt, a szárnyak szétválása után támadás egyenesen előre egészen a fő erőkig . Oudinot képezte a tartalékot.  Bagratyion nagyon agresszív védelmet tervezett: csapatai összhangban védik egymást az ellenség áradata ellen . Arra az esetre, ha a franciák áttörték  volna az első vonalat, további három védekező sort tervezett.
Több órán keresztül tartó francia ostrom után Bagratyion hat órán keresztül kitartott, majd mintaszerű, rendezett északnyugati irányú visszavonulással csatlakozott  az orosz fősereghez.

## Következmények
Bagratyion ügyesen védekezett a franciákkal szemben, sikeresen késleltette az ellenséget, így elég időt adott az orosz erőknek: Kutuzov és Buxhowden  egyesítetette seregét  Brünn-nél 1805. november 18-án. A csatában a franciák 1200 embert vesztettek, az oroszok megközelítőleg a dupláját.

## A csata az irodalomban
A csata szerepel a Lev Tolsztoj Háború és béke című regényében. Andrej Nyikolajevics Bolkonszkij herceg személyesen vezeti a lovastüzérséget a csatában.

## Fordítás
- Ez a szócikk részben vagy egészben  a   Battle of Schöngrabern című angol Wikipédia-szócikk fordításán alapul.  Az eredeti cikk szerkesztőit annak laptörténete sorolja fel. Ez a jelzés csupán a megfogalmazás eredetét és a szerzői jogokat jelzi, nem szolgál a cikkben szereplő információk forrásmegjelöléseként.